# Błaszczyki
Błaszczyki – dawny folwark, następnie wieś, obecnie jedna z integralnych części miasta Blachowni.

## Historia
W 1782 r. wieś podlegała pod parafię w Konopiskach. Błaszczyki obok Trzepizur, Blachowni i Wyrazowa wchodziły w skład tzw. "państwa zagórskiego", terenów należących do Benedykta Lemańskiego. Jego spadkobiercy sprzedali je hrabiemu Guido Hencklowi von Donnersmarckowi, który ze sporym zyskiem w 1891 roku sprzedał dobra carowi Aleksandrowi III. Ziemie od chwili nabycia przez cara nosiły nazwę Dobra Ostrowy. Po śmierci cara w 1894 r. cały majątek przejął Mikołaj II. Na mocy jego rozkazu w dniu 17 czerwca 1899 roku dobra w Ostrowach otrzymał jego brat Michał Aleksandrowicz.
W Królestwie Kongresowym i w II Rzeczypospolitej wieś leżała w gminie Dźbów. Od 1954 r. weszła w skład osiedla Blachownia (od 1967 miasto). W latach 1975–1998 miejscowość administracyjnie należała do województwa częstochowskiego. Od lat 80. XX w. dzielnica jest intensywnie rozbudowywana (budownictwo indywidualne i szeregowe, drobne przedsiębiorstwa), w związku z tym powstała tutaj parafia.